# Miquel Agelet i Besa
Miquel Agelet i Besa (Lleida, 1845 - 1915) fou un polític i advocat català, comte de Vinatesa des de 1912 i pare de Josep Agelet i Garrell i de Jaume Agelet i Garriga, diputat a les Corts Espanyoles durant la restauració espanyola.

## Biografia
Des de 1882 actuava com el cap principal del Partit Liberal a les Terres de Ponent, juntament amb Emili Riu i Periquet. Fou regidor a la Paeria de Lleida, president de la Diputació, i diputat del seu partit pel districte de Lleida en diverses eleccions generals a les Corts (1886, 1893, 1898 i 1901) amb un parèntesi per Solsona (1891). El 1896 i el 1899 fou senador d'elecció, i nomenat senador vitalici des de 1903. La seva era una família dedicada plenament a la política. El seu germà Antoni havia estat membre de la Junta Revolucionària de Lleida el 1868 durant el Sexenni democràtic i diputat provincial. I els seus fills seguiren la seva vocació política: Josep Agelet i Garrell, diputat a les Corts, i Jaume Agelet i Garriga, diplomàtic i poeta.